# Sollärka
Sollärka (Galerida modesta) är en fågel i familjen lärkor inom ordningen tättingar.

## Utseende och läte
Sollärkan är en 14–15 cm lång knubbig lärka med kraftig näbb och en liten tofs som ofta hålls rest. Bröstet är kraftigt streckat och näbbroten är gulaktig. Sången är karakteristisk, ett rullande eller drillande "tseee-dee-ree-lee", ofta med inslag av härmningar och ibland levererad i sångflykt.

## Utbredning och systematik
Sollärka förekommer i västra och centrala Afrika. Den delas in i fyra underarter med följande utbredning:
- Galerida modesta nigrita – Senegal och Gambia till Sierra Leone och Mali
- Galerida modesta modesta – Burkina Faso till norra Nigeria, norra Kamerun, Tchad och västra Sudan
- Galerida modesta struempelli – Kamerun (Foumban, Tibati och Ngaoundéré)
- Galerida modesta bucolica – norra Demokratiska republiken Kongo till västra Uganda

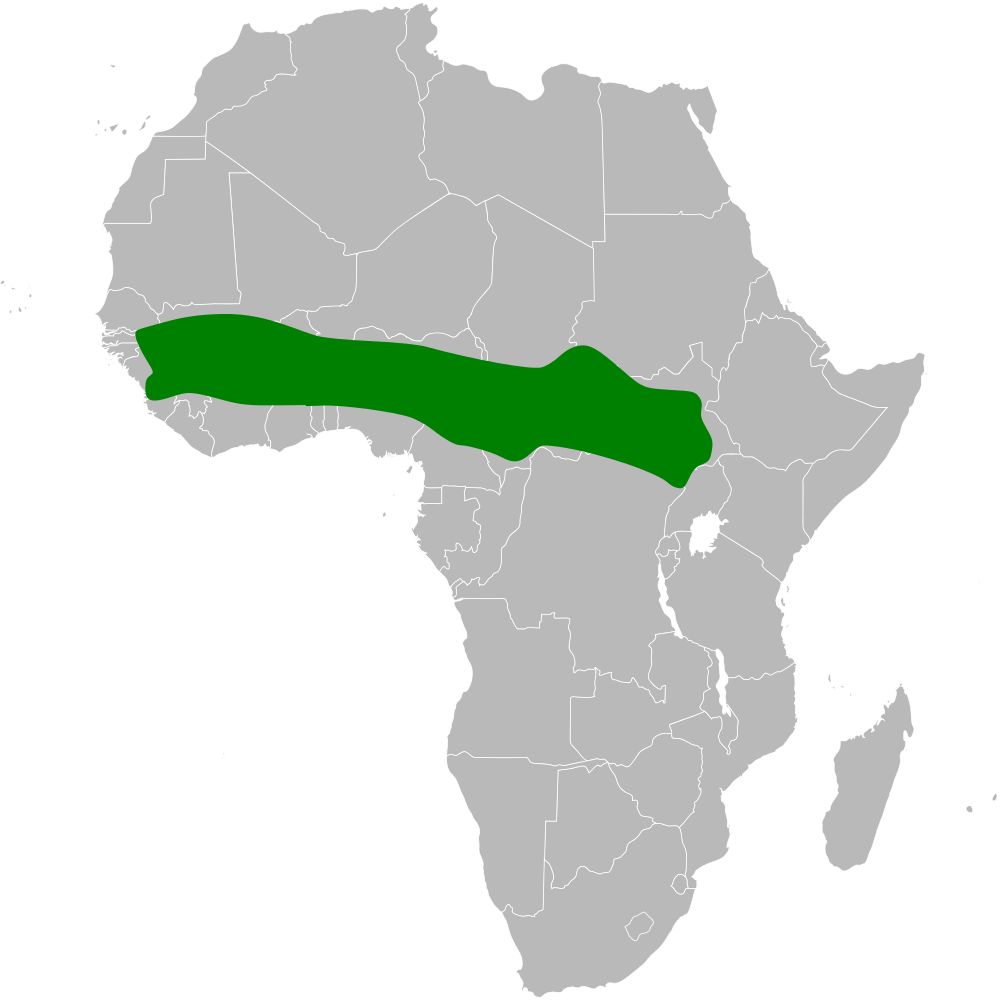
Sollärkans utbredningsområde.

Sollärkan är systerart till stornäbbad lärka. Tillsammans utgör de en systergrupp till resten av släktet Galerida.

## Levnadssätt
Sollärkan hittas i torr och öppen buskmark, torrt skogslandskap och i öppna fält. Där ses par eller smågrupper gå omkring på marken, pickande eller grävande efter frön och insekter. 

## Status och hot
Arten har ett stort utbredningsområde och en stor population med stabil utveckling och tros inte vara utsatt för något substantiellt hot. Utifrån dessa kriterier kategoriserar internationella naturvårdsunionen IUCN arten som livskraftig (LC). Världspopulationen har inte uppskattats men den beskrivs som lokalt vanlig.